# GMC C/K
GMC C/K – samochód osobowy typu pick-up klasy wyższej produkowany pod amerykańską marką GMC w latach 1959 – 1991.

## Pierwsza generacja

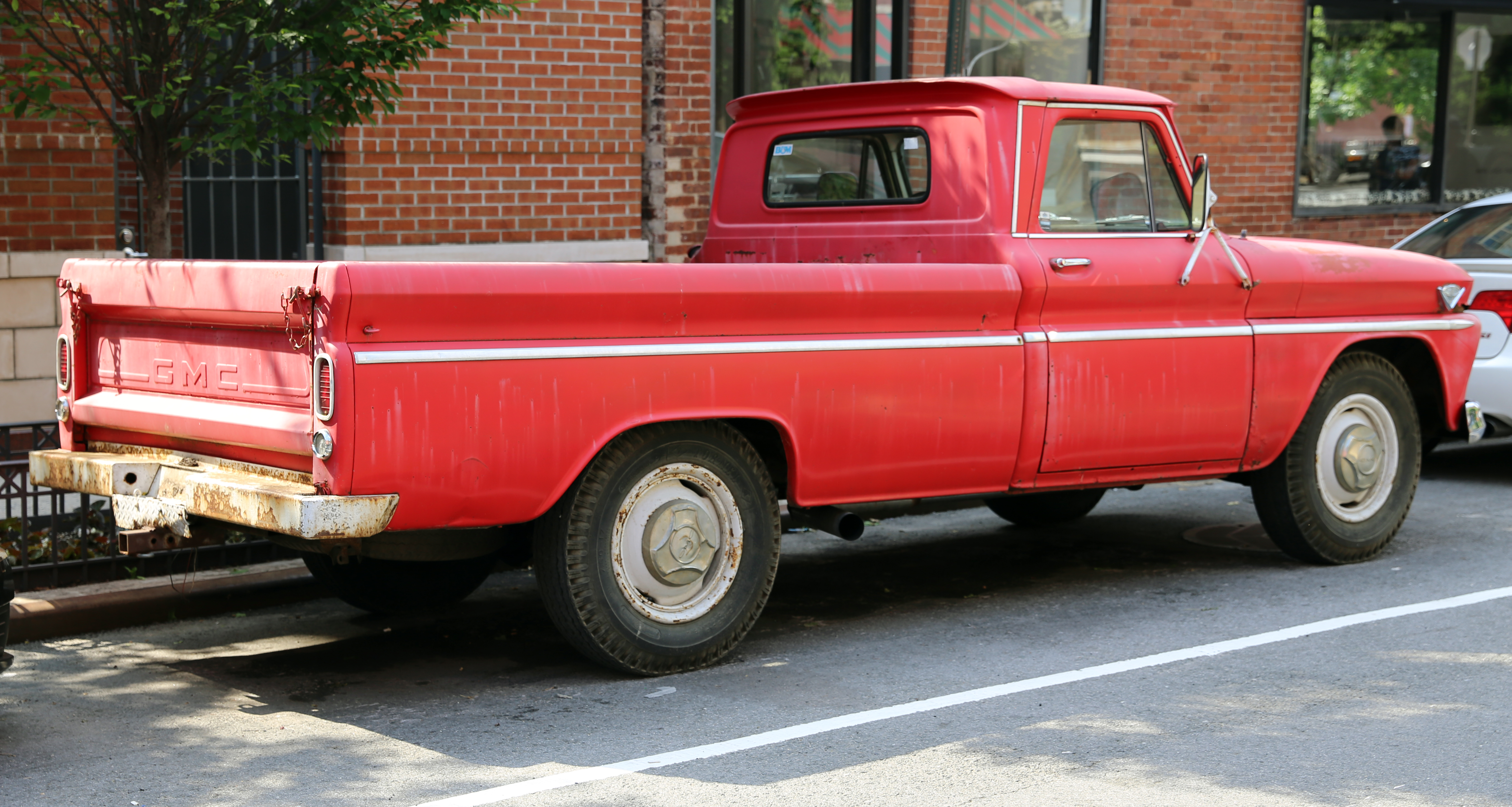
GMC C/K I - tył

GMC C/K I został zaprezentowany po raz pierwszy w 1959 roku.
Pierwsze wcielenie dużego pickupa GMC zadebiutowało jesienią 1959 roku i trafiło do sprzedaży równolegle z bliźniaczą odmianą Chevroleta o takiej samej nazwie. W dotychczasowej ofercie modelowej GMC, model C/K zastąpił oferowanego dotychczas pick-upa Blue Chip.
Samochód był blisko spokrewniony z dużym vanem Suburban, dzieląc z nim platformę i charakterystyczne cechy wyglądu jak np. okrągłe lampy, zaokrąglone kanty nadwozia czy wloty powietrza z przodu.

### Silniki
- L6 3.8l
- L6 3.9l
- L6 4.1l
- L6 4.3l
- L6 4.8l
- V6 5.0l
- V8 4.6l
- V8 5.3l

## Druga generacja

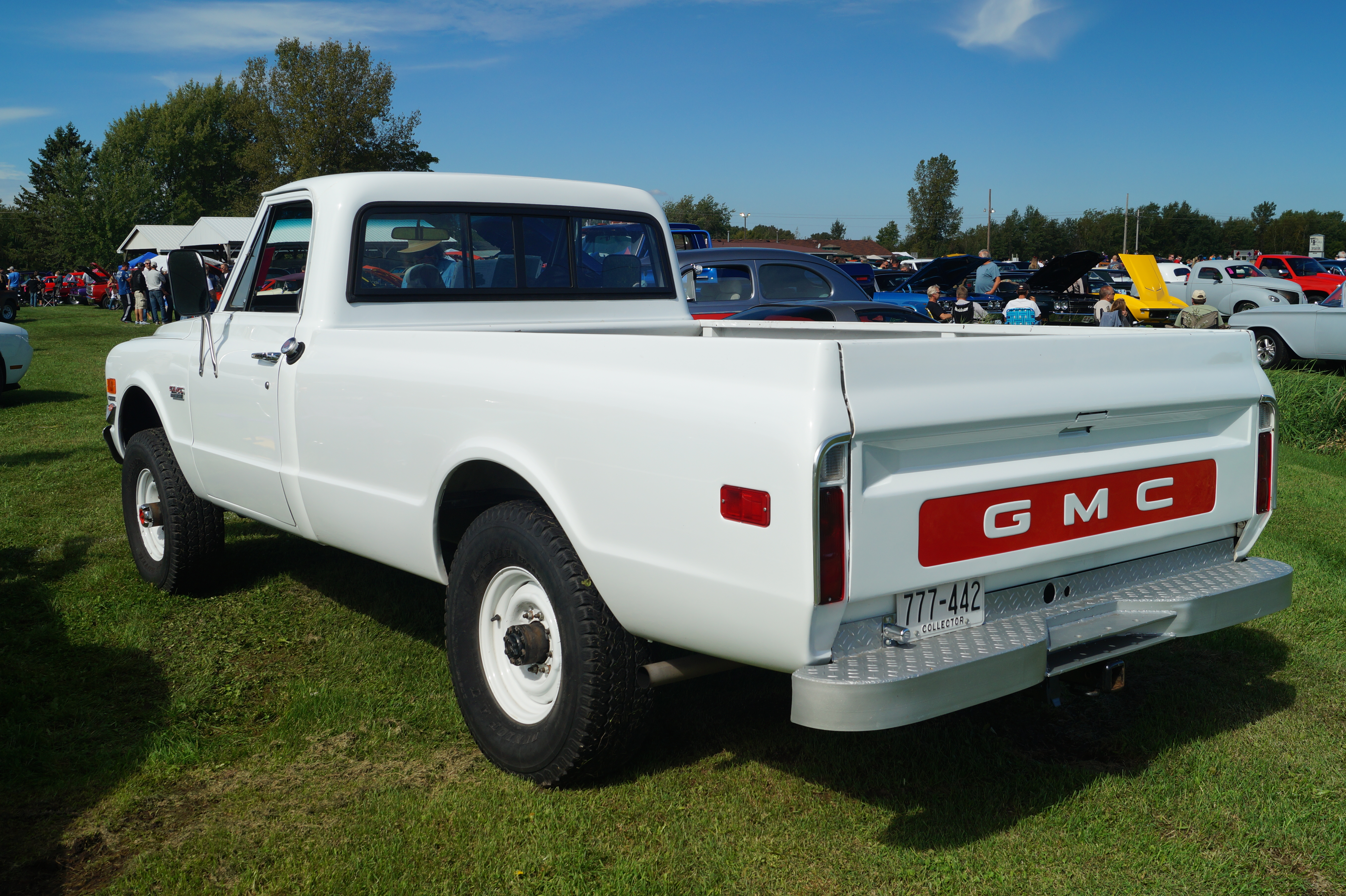
GMC C/K II - tył

GMC C/K II został zaprezentowany po raz pierwszy w 1966 roku.
Drugie wcielenie GMC C/K trafiło na rynek w połowie 1966 roku, podobnie jak bliźniaczy Chevrolet C/K przechodząc duże zmiany w wyglądzie.
Sylwetka stała się bardziej kanciasta, zniknęły nisko osadzone lampy, a ponadto - duży pickup GMC stał się większy i pojemniejszy. W porównaniu do bliźniaczego modelu Chevroleta, GMC C/K z przodu uzyskało dwie pary reflektorów zabudowanych w prostokątnym kloszu.
Po raz pierwszy wersje wyposażeniowe otrzymały dodatkowe przydomki, na czele ze Sierra. Samochód oferowany był w różnych wariantach długości nadwozia.

### Silniki
- L6 4.1l
- L6 4.8l
- V6 5.0l
- V8 4.6l
- V8 5.0l
- V8 5.4l
- V8 5.7l
- V8 5.8l
- V8 6.0l
- V8 6.6l

## Trzecia generacja

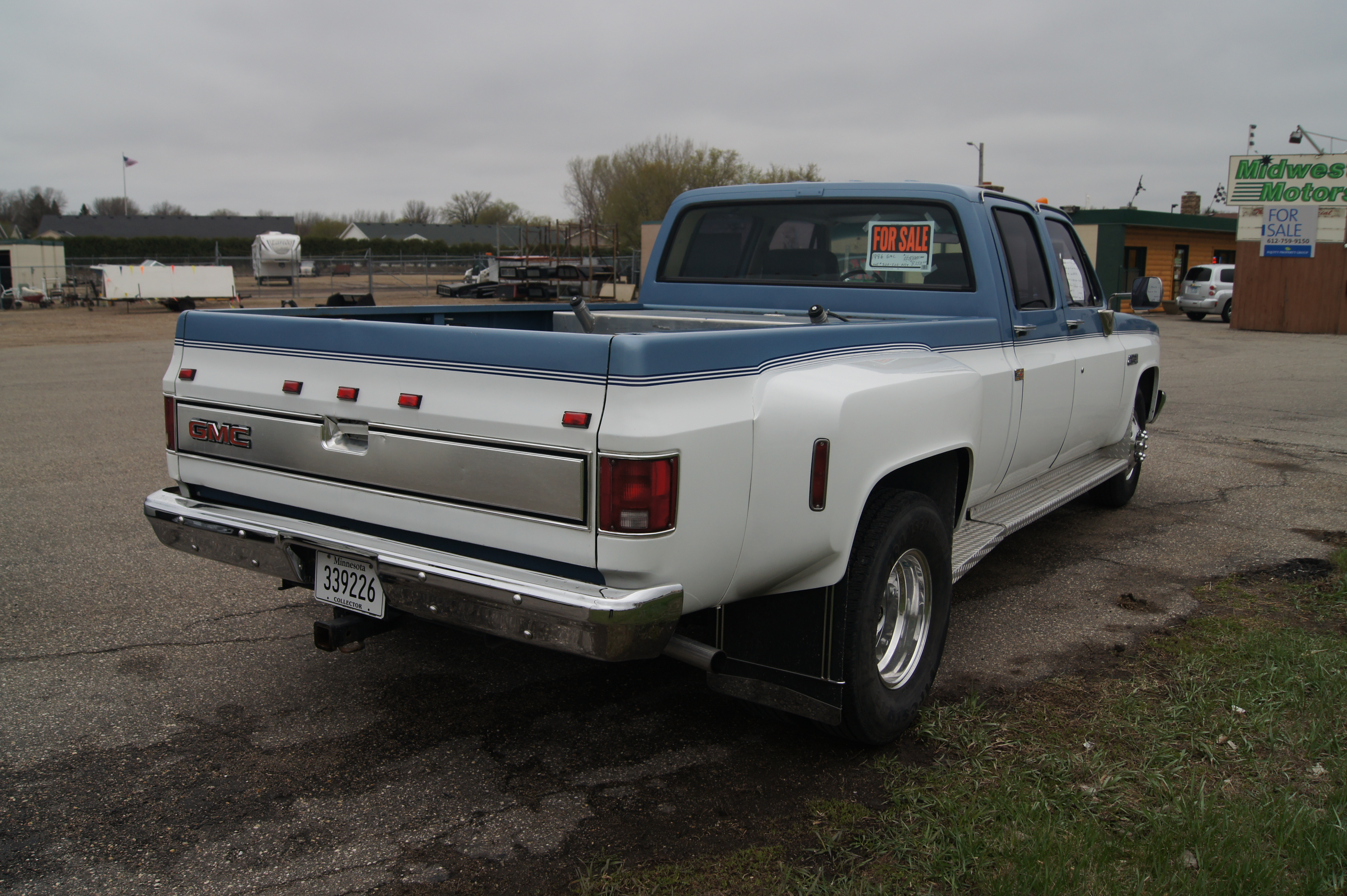
GMC C/K III - tył

GMC C/K III został zaprezentowany po raz pierwszy w 1972 roku.
Trzecia generacja GMC C/K została przedstawiona w 1972 roku, kontynuując kierunek zmian zapoczątkowany przez poprzednika. Samochód zyskał jeszcze bardziej kanciaste proporcje, a także zyskał masywniejszą sylwetkę na czele z wyraźnie zaznaczonymi nadkolami.
Co więcej, GMC C/K wraz z bliźniaczym Chevroletem C/K miało jeszcze szerszą ofertę wariantów długości nadwozia. Nazwa Sierra używana dla wybranych wariantów wyposażeniowych C/K w 1988 roku stała się oficjalną nazwą dla następcy modelu.

### Silniki
- L6 4.1l
- L6 4.8l
- V6 5.0l
- V8 4.6l
- V8 5.0l
- V8 5.4l
- V8 5.7l
- V8 5.8l
- V8 6.0l
- V8 6.6l
- V8 7.4l